# Maryse Ewanje-Epéeová
Maryse Ewanje-Epéeová (* 4. září 1964, Poitiers) je bývalá francouzská atletka, která se věnovala disciplíně skok do výšky. Mezi její největší úspěchy patří titul halové vicemistryně Evropy (1984) a dvě bronzové medaile z halového mistrovství Evropy v Budapešti (1983) a v nizozemském Haagu (1989).
V roce 1983 na letní univerziádě v kanadském Edmontonu získala bronzovou medaili. Na prvním mistrovství světa v atletice 1983 skončila ve finále na dvanáctém místě. V témže roce také vyhrála výšku na středomořských hrách v Casablance. Reprezentovala na letních olympijských hrách v Los Angeles 1984, kde skončila s výkonem 194 cm těsně pod stupni vítězů, na čtvrtém místě. O čtyři roky později na olympiádě v Soulu se ve finále umístila na desátém místě. V roce 1989 získala za výkon 188 cm zlatou medaili na prvním ročníku Frankofonních her, které se konaly v marockých městech Rabat a Casablanca. Svoji atletickou kariéru ukončila v roce 1996.
V roce 1988 se provdala za sportovního komentátora a bývalého herce Marca Mauryho. V roce 2007 se rozvedli, z manželství má čtyři děti. Její mladší sestra Monique se rovněž věnovala atletice. Mj. se v roce 1990 stala mistryní Evropy v běhu na 100 metrů překážek.

## Osobní rekordy
- hala – (195 cm, 4. března 1984, Göteborg)
- venku – (196 cm, 21. července 1985, Colombes) - národní rekord *

196 cm rovněž překonala pod otevřeným Melanie Skotniková (11. srpna 2007, Castres)

## Domácí tituly
- skok do výšky (hala) – (8x - 1982, 1983, 1984, 1986, 1989, 1990, 1994, 1996)
- skok do výšky (venku) – (9x - 1982, 1983, 1984, 1985, 1987, 1988, 1993, 1995, 1996)